# 金灣 (紐西蘭)
金灣（Golden Bay）是位於紐西蘭南島西北端的一個海灣，擁有紐西蘭長度最長的沙嘴。金灣是紐西蘭著名的旅遊地點，也是許多鯨類動物的棲息地。